# Vallsjøen (Valla)
Vallsjøen est une localité du comté de Nordland, en Norvège.

## Géographie
Administrativement, Vallsjøen fait partie de la kommune de Meløy.